# دهمین دوره جشنواره بین‌المللی فیلم زردآلوی طلایی ایروان
دهمین دوره جشنواره بین‌المللی فیلم زردآلوی طلایی ایروان (انگلیسی: 10th Yerevan Golden Apricot International Film Festival) از تا ژوئیه ۲۰۱۳ در ایروان، ارمنستان برگزار شد.

## برندگان
| رده                                                                     | جایزه                                                                   | فیلم                                            | کارگردان           | کشور                                   |
| ----------------------------------------------------------------------- | ----------------------------------------------------------------------- | ----------------------------------------------- | ------------------ | -------------------------------------- |
| رقابت فیلم بین‌الملل                                                     | زردآلوی طلایی برای بهترین فیلم سینمایی                                  | دایره‌ها (فیلم)                                  | سرجان گلوبوویچ     | آلمان, صربستان,فرانسه, کرواسی, اسلوونی |
| رقابت فیلم بین‌الملل                                                     | جایزه ویژه زردآلوی نقره‌ای برای بهترین فیلم سینمایی                      | Parviz(film)                                    | مجید برزگر         | ایران                                  |
| رقابت فیلم بین‌الملل                                                     | Jury Special Mention                                                    | Araf – Somewhere In-Between                     | یشیم اوستااوغلو    | آلمان,فرانسه, ترکیه                    |
| رقابت مستند بین‌الملل                                                    | زردآلوی طلایی برای بهترین فیلم مستند                                    | The Last Black Sea Pirates                      | Svetoslav Stoyanov | بلغارستان                              |
| رقابت مستند بین‌الملل                                                    | جایزه ویژه زردآلوی نقره‌ای برای بهترین فیلم مستند                        | A World Not Ours                                | Mahdi Fleifel      | بریتانیا                               |
| رقابت پانورامای سینمای ارمنستان                                         | Best Armenian Fiction Film - Golden Apricot                             | I Am Going To Change My Name                    | Maria Sahakyan     | ارمنستان, روسیه, دانمارک               |
| رقابت پانورامای سینمای ارمنستان                                         | زردآلوی طلایی بهترین فیلم مستند به زبان ارمنی                           | Saroyanland                                     | Lusin Dink         | ارمنستان,فرانسه,ترکیه                  |
| Apricot Stone                                                           | زردآلوی طلایی                                                           | Welcome and… Our Condolences                    | Leonid Prudovsky   | اسرائیل                                |
| Apricot Stone                                                           | Jury Special Mention                                                    | The Mother                                      | Łukasz Ostalski    | لهستان                                 |
| Apricot Stone                                                           | Jury Special Mention                                                    | The Swing of the Coffin Maker                   | Elmár Imánov       | آلمان                                  |
| Apricot Stone                                                           | Jury Diploma                                                            | Rhino Full Throttle                             | Erik Schmitt       | آلمان                                  |
| جایزه دستاورد یک عمر تالر پاراجانف"                                     | جایزه دستاورد یک عمر تالر پاراجانف"                                     | جایزه دستاورد یک عمر تالر پاراجانف"             | شارل آزناوور       | فرانسه, ارمنستان                       |
| جایزه دستاورد یک عمر تالر پاراجانف"                                     | جایزه دستاورد یک عمر تالر پاراجانف"                                     | جایزه دستاورد یک عمر تالر پاراجانف"             | ایشتوان سابو       | مجارستان                               |
| جایزه دستاورد یک عمر تالر پاراجانف"                                     | جایزه دستاورد یک عمر تالر پاراجانف"                                     | جایزه دستاورد یک عمر تالر پاراجانف"             | مارگارته فون تروتا | آلمان                                  |
| جایزه دستاورد یک عمر تالر پاراجانف"                                     | جایزه دستاورد یک عمر تالر پاراجانف"                                     | جایزه دستاورد یک عمر تالر پاراجانف"             | Jos Stelling       | هلند                                   |
| جایزه دستاورد یک عمر تالر پاراجانف"                                     | جایزه دستاورد یک عمر تالر پاراجانف"                                     | جایزه دستاورد یک عمر تالر پاراجانف"             | نرسس هوهانیسیان    | ارمنستان                               |
| Special Prize Master                                                    | Special Prize Master                                                    | Special Prize Master                            | اولریش زایدل       | اتریش                                  |
| جایزه کلیسای حواری ارمنی - "Let There Be Light"                         | جایزه کلیسای حواری ارمنی - "Let There Be Light"                         | جایزه کلیسای حواری ارمنی - "Let There Be Light" | آرتاوازد پلشیان    | ارمنستان                               |
| British Council Award for the Armenian Panorama Competition             | British Council Award for the Armenian Panorama Competition             | Embers                                          | Tamara Stepanyan   | ارمنستان, لبنان, قطر                   |
| جایزه اتحادیه فیلمسازان ارمنستان                                        | جایزه اتحادیه فیلمسازان ارمنستان                                        | A Mere Life                                     | Sanghun Park       | کره جنوبی                              |
| جایزه هراند ماتئوسیان برای بهترین فیلمنامه در پانارومای سینمای ارمنستان | جایزه هراند ماتئوسیان برای بهترین فیلمنامه در پانارومای سینمای ارمنستان | Broken Childhood                                | Jivan Avetisyan    | ارمنستان                               |